# TSF Studios 77
Pour les articles homonymes, voir TSF.
Les TSF Studios 77 sont des studios de cinéma installés sur les communes de Maisoncelles-en-Brie et Pommeuse en Seine-et-Marne.
Inaugurés en 2024, ils formeront ensuite un ensemble de 12 studios dont l'ouverture est prévue pour 2025. Ils sont d'ores et déjà dotés d'un backlot (studio à ciel ouvert) sur un périmètre de 52 hectares. C'est le plus grand backlot de France.

## Historique
Le projet est officiellement lancé en 2022. Il reprend une partie des terres occupées par l'aérodrome de Coulommiers - Voisins. La plupart des sols sont ainsi déjà artificialisés, avec notamment la conservation d'anciennes pistes de décollage. Le projet est par ailleurs lié à l'environnement paysager agricole local : les studios utiliseront la culture locale du miscanthus pour alimenter des chaudières à biomasse. Dès l'annonce du projet, le choix est fait de répondre aux normes environnementales imposées par les productions internationales et d'utiliser des matériaux biosourcés, panneaux solaires, des échangeurs air-sol, la récupération d'eau de pluie et la végétalisation des lieux. TSF Studios s’est associé à Agyre, un bureau d’études spécialisé dans l'économie circulaire,.
Les travaux ont lieu durant l'été 2023 jusqu'en juin 2024. Le site est labellisé France 2030, avec un budget initial de 14 millions d’euros ; le backlot n'est que la première première étape d’un projet à 98 millions d’euros. En plus de TSF, le financement est assuré par l'IFCIC, BPI Île-de-France et Natixis-Coficiné. Johann George, chef décorateur sur de nombreux films, participe à la conception des décors réutilisables : « C’est un mini-Paris synthétique et symbolique. On a essayé d’avoir l’architecture la plus basique et intemporelle possible pour que les productions couvrant des périodes allant de 1850 à nos jours puissent se projeter. » Les décors sont conçus pour présenter des décors du Paris haussmannien au Paris industriel,  par Montmartre ou Ménilmontant. Ils sont développés pour permettre de filmer des scènes dans le Paris du XIXe siècle à aujourd'hui, modulables selon les besoins des équipes. Il contient également l'intérieur d'un Airbus A300.
Les studios contiennent le backlot « Rues de Paris », décors de 1,5 hectare reproduisant les paysages parisiens,. Ce décor est notamment utilisé pour tourner quelques plans d'une séquence d'ouverture avec Zinédine Zidane lors de la Cérémonie d'ouverture des Jeux olympiques d'été de 2024 diffusée en juillet 2024. Le 2 octobre 2024, les studios sont inaugurés par Rachida Dati, alors ministre de la Culture,,.
En 2025, les studios reçoivent le Trophée César & Techniques.
L'un des premiers long métrages tournés dans le studio est Des rayons et des ombres de Xavier Giannoli. L'Inconnu de la Grande Arche (2025) de Stéphane Demoustier, est également tourné en partie sur place,. Auparavant, les studios avaient accueillis, en 2022, l'équipe de la série américaine The Walking Dead: Daryl Dixon, pour quelques jours de tournage. Plusieurs clips musicaux sont également tournés en partie sur place pour des artistes comme Indila, Damso et A$AP Rocky ; ainsi que des publicités pour L'Oréal et Dior.

## Œuvres tournées dans les studios

### Cinéma
- 2025 : L'Inconnu de la Grande Arche de Stéphane Demoustier
- prochainement : Des rayons et des ombres de Xavier Giannoli[5],[9]
- prochainement : Fantômas de Frédéric Tellier[5],[9]
- prochainement : Les Misérables de Fred Cavayé[5]
- prochainement : Vénus Electrificata de Pierre Salvadori[5]

### Télévision
- 2024 : Cérémonie d'ouverture des Jeux Olympiques d'été de 2024
- prochainement : Mitterrand confidentiel (mini-série)

## Distinctions
- Trophée César & Techniques 2025